# No Surrender (Bruce Springsteen)
"No Surrender" is een nummer van de Amerikaanse artiest Bruce Springsteen. Het nummer werd uitgebracht als de zevende track van zijn album Born in the U.S.A. uit 1984.

## Achtergrond
"No Surrender" is geschreven door Springsteen zelf en geproduceerd door Springsteen, zijn manager Jon Landau en zijn gitarist Steven Van Zandt. Het nummer werd alleen toegevoegd aan het album nadat Springsteen door Van Zandt werd overtuigd om het erop te zetten. Sindsdien is het uitgegroeid tot een populair nummer tijdens concerten van Springsteen. Alhoewel het nooit op single werd uitgebracht, kwam het nummer toch tot plaats 29 in de Amerikaanse Mainstream Rock-lijst. In 2004 kwam het opnieuw onder de aandacht toen John Kerry het gebruikte als het belangrijkste thema van zijn campagne tijdens de Amerikaanse presidentsverkiezingen.
"No Surrender" is gecoverd door onder meer James Blundell, Hot Water Music, Jill Johnson, Maeve O'Boyle en Two Cow Garage. Tevens kwam het voor in een aflevering van de televisieserie Glee als eerbetoon aan het kort daarvoor overleden castlid Cory Monteith.

## NPO Radio 2 Top 2000
| Nummer met noteringen in de NPO Radio 2 Top 2000 | '19  | '20-'22 | '23  | '24  |
| ------------------------------------------------ | ---- | ------- | ---- | ---- |
| No Surrender                                     | 1878 | -       | 1456 | 1293 |

1. ↑  Een '-' betekent dat het nummer niet was genoteerd en een vetgedrukt getal geeft de hoogste notering aan.
2. ↑  2019 was het eerste jaar met een notering voor dit nummer.

E Street Band: Bruce Springsteen · Roy Bittan · Nils Lofgren · Patti Scialfa · Garry Tallent · Steven Van Zandt · Max Weinberg
Jake Clemons · Charles Giordano · Soozie Tyrell
Voormalige leden: Ernest Carter · Clarence Clemons · Danny Federici · Vini Lopez · David Sancious
Voormalige tourmuzikanten:
Everett Bradley · Barry Danielian · Clark Gayton · Curtis King · Suki Lahav · Ed Manion · The Miami Horns · Cindy Mizelle · Michelle Moore · Tom Morello · Curt Ramm · Jay Weinberg